# Eustache de La Fosse
Pour les articles homonymes, voir De la Fosse.
Eustache de La Fosse (ou Delafosse) est un commerçant originaire de Tournai qui fit en 1479/80 un voyage sur la côte occidentale de l'Afrique. Il en produisit un récit en moyen français seulement une quarantaine d'années après (il cite le Mundus Novus d'Amerigo Vespucci en traduction française, donc après 1515, date de la première édition). Ce texte se trouve dans un manuscrit unique, conservé à la bibliothèque de Valenciennes, daté par le copiste du 29 mars 1548.
Il se rendit en Espagne par mer, débarqua à Laredo, puis gagna Séville par voie de terre. Il s'y procura les marchandises qu'il devait emporter vers la Côte de l'Or. Il se mit en route en ayant soin d'éviter les caravelles portugaises. Il visita ou aperçut Safi, les Îles Canaries, le Rio de Oro, le Cap Blanc, l'archipel du Cap-Vert (où il assista au curieux traitement d'un lépreux, avec le sang et la graisse de tortues géantes), la côte de la Sierra Leone, la Côte-des-Graines, et enfin la Côte de l'Or (où se trouvait le comptoir portugais d'Elmina). Là, à peine eut-il le temps de se mettre en contact avec des Africains que son bateau fut assailli par quatre vaisseaux portugais. Il fut contraint d'aider les Portugais à vendre ses marchandises pour leur propre compte. Ensuite il fut confié comme prisonnier à un chevalier d'origine française nommé Fernand de Les Vaux, qui le traita honorablement, mais devait continuer son voyage à 200 lieues plus avant ; il demanda donc à être transféré sur le navire d'un certain Diogo Can, qui le traita beaucoup moins bien (il s'agit sans doute, en fait, du célèbre Diogo Cão, qui découvrit l'embouchure du fleuve Congo en 1483 et poussa jusqu'à la côte de l'Angola). Ce navire enleva des Africains sur la côte pour les vendre comme esclaves au Portugal, puis retourna à Lisbonne. Là, le Tournaisien fut condamné à la pendaison pour être allé sans permission dans les « conquêtes » portugaises, mais il fit appel de la sentence, puis parvint à gagner le territoire espagnol. Depuis La Corogne, il put retourner en Flandre.
Ce récit d'un voyage sur la côte occidentale de l'Afrique au XVe siècle, fait par l'intéressé lui-même, est l'un des seuls qui nous soient parvenus avec celui du Vénitien Alvise Cadamosto. Bien que le texte qui est conservé soit tardif, il avait dû prendre au moins des notes sur le moment, car il donne en un endroit un lexique de mots africains.